# Phyllops falcatus
Phyllops falcatus is een zoogdier uit de familie van de bladneusvleermuizen van de Nieuwe Wereld (Phyllostomidae). De wetenschappelijke naam van de soort werd voor het eerst geldig gepubliceerd door Gray in 1839.

## Voorkomen
De soort komt voor in Cuba.